# 北方省 (巴林)
北方省（阿拉伯语：‎，羅馬化：Al-Muḥāfaẓat aš-Šamālīyah）是巴林四個省之一，包括巴林島的西北部以及乌姆纳桑岛。

## 外部鏈結
- 北方省官方網站（页面存档备份，存于）